# 利格伊
利格伊（法語：Ligueil，法語發音：[liɡœj] ⓘ）是法国安德尔-卢瓦尔省的一个市镇，位于该省南部偏东，属于洛什区。

## 地理
利格伊（47°2'34"N, 0°49'7"E）面积29.72 平方千米，位于法国中央-卢瓦尔河谷大区安德尔-卢瓦尔省，该省份为法国中西部省份，北起萨尔特省、东北接卢瓦-谢尔省，东南接安德尔省，南至维埃纳省，西临曼恩-卢瓦尔省。
与利格伊接壤的市镇（或旧市镇、城区）包括：布尔南、拉沙佩勒布朗什-圣马丹、锡朗、埃沃河畔锡夫赖、屈赛、费里耶尔拉尔松、波尔米、武镇。
利格伊的时区为UTC+01:00、UTC+02:00（夏令时）。

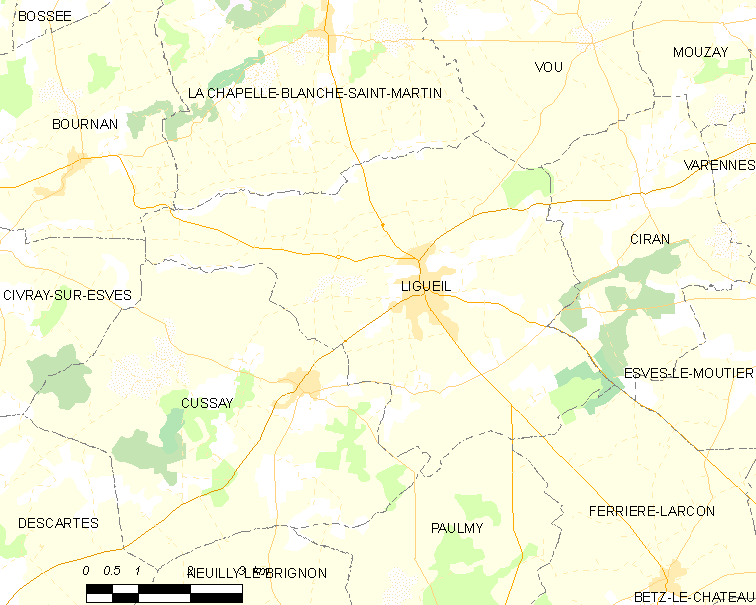
利格伊的OSM定位图

## 行政
利格伊的邮政编码为37240，INSEE市镇编码为37130。

## 政治
利格伊所属的省级选区为笛卡尔县。

## 交通
利格伊是这一地区的公路枢纽，安德尔-卢瓦尔省城际大巴车（Fil Vert）提供前往省会图尔的大巴车线路。

## 人口

1962-2008年间利格伊人口变化图示

利格伊于2022年1月1日时的人口数量为2113人。